# Gigi Martin
Nelson Alejandro Martin Meza (Peñaflor, 11 de febrero de 1959), más conocido como "Gigi Martin", es un humorista chileno. Su personaje más recordado es el de Melón en la destacada dupla humorística de Melón y Melame, se ha presentado tres veces en el Festival Internacional de la Canción de Viña del Mar, dos oportunidades en dupla y una vez en solitario.
A mediados de 2017, Mauricio Flores y Gigi Martin deciden dejar atrás sus diferencias personales y se reconcilian con el fin de recuperar su mutua amistad.

## Carrera
Su carrera dio inicio en la sección "Humor Joven" del programa nacional Sábado gigante de Mario Kreutzberger, «Don Francisco» en donde su talento lo llevó rápidamente a la fama como un nuevo rostro del humor de la época. Posteriormente se unió al también humorista Mauricio Flores con quien formó la dupla Melón y Melame presentándose en 1998 y 1999 en el Festival Internacional de la Canción de Viña del Mar en donde obtuvieron éxitos. Posteriormente la dupla se separa y Gigi Martin comienza presentaciones en solitario donde es nuevamente invitado al festival de Viña el año 2014. En el 2017 la dupla vuelve a unirse.